# Горан Сугареський
Горан Сугареський (мак. Горан Сугарески; нар. 3 серпня 1973, Прилеп) — македонський політик.

## Біографія
Сугареський закінчив юридичний факультет «Юстиніана Першого» в Університеті св. Кирила і Мефодія, де він також став магістром політології. З 2000 по 2003 рік був радником ради муніципалітету Прилеп, після чого працював комунальним інспектором у цьому муніципалітеті до 2008 року.
З 2008 по 2016 рік був депутатом Парламенту в Асамблеї Республіки Македонія. За час свого перебування на посаді Сугареський був членом парламентської делегації з питань співробітництва з НАТО, комітетів з питань виборів та висунення, оборони та безпеки та Законодавчого комітету, а також заступником члена Комітету з питань сільського господарства, лісового та водного господарства. З 2013 по 2015 рік — заступник координатора Парламентської групи СДСМ, а потім став координатором до 2016 року.